# Nepalesische Rupie
Die Nepalesische Rupie (Nepali: रूपैयाँ, rupaiyā; Englisch: Rupee) ist die Währung Nepals. Der ISO-4217-Code lautet NPR, es sind aber im Alltag noch folgende Bezeichnungen in Gebrauch: NR, NRs. Sie wird von der Nepal Rastra Bank, der Zentralbank Nepals, herausgegeben.
Die Rupie wurde 1932 in Nepal eingeführt. Sie löste den Silber-Mohar (auch Mohur) zu einem Wechselkurs von 2 Mohar = 1 Rupie ab.
Sie ist im Verhältnis 1,60 NPR = 1,00 INR an die indische Rupie gekoppelt. Die Nepalesische Rupie wird in Deutschland nicht gehandelt. Beim Kauf der Währung in Nepal ist für Touristen die Vorlage des Reisepasses erforderlich. 

Beschädigte Banknoten, auch nur mit einem kleinen Riss, werden nur in einer Bank gewechselt und als Zahlungsmittel im Alltag nicht mehr akzeptiert.

## Stückelung
In Nepal ist die Rupie in folgender Stückelung im Umlauf:
- Münzen zu 1, 2 und 5 Rupien, außerdem 5-, 10-, 25- und 50-Paisa-Münzen
- Nepalesische Banknoten gibt es in den Werten 1, 2, 5, 10, 20, 50, 100 (alle seit 1951), 500 (seit 1981) und 1000 Rupien (seit 1972). Es sind auch 25- und 250-Rupien-Noten im Umlauf, die 1997 anlässlich des 25. Thronjubiläums Birendra Bir Bikram Shahs herausgegeben wurden.

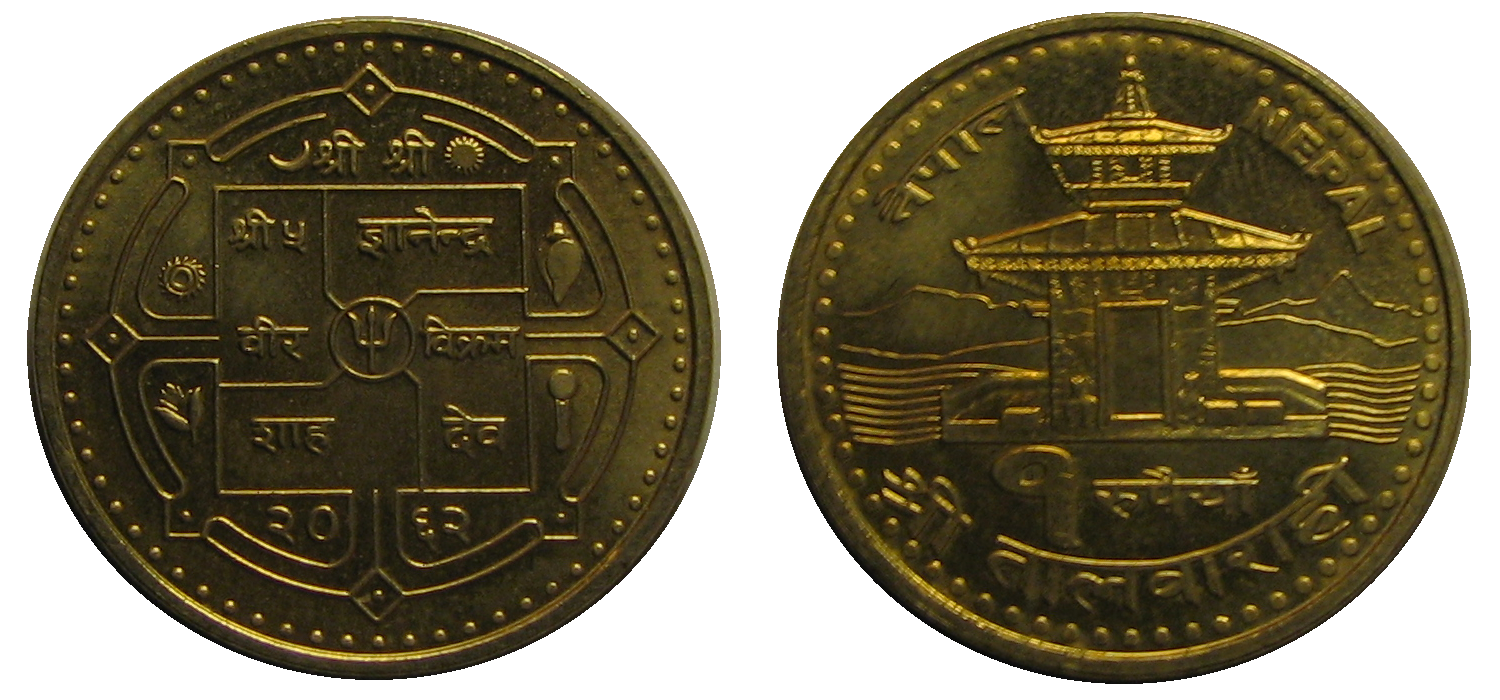
Eine Rupie
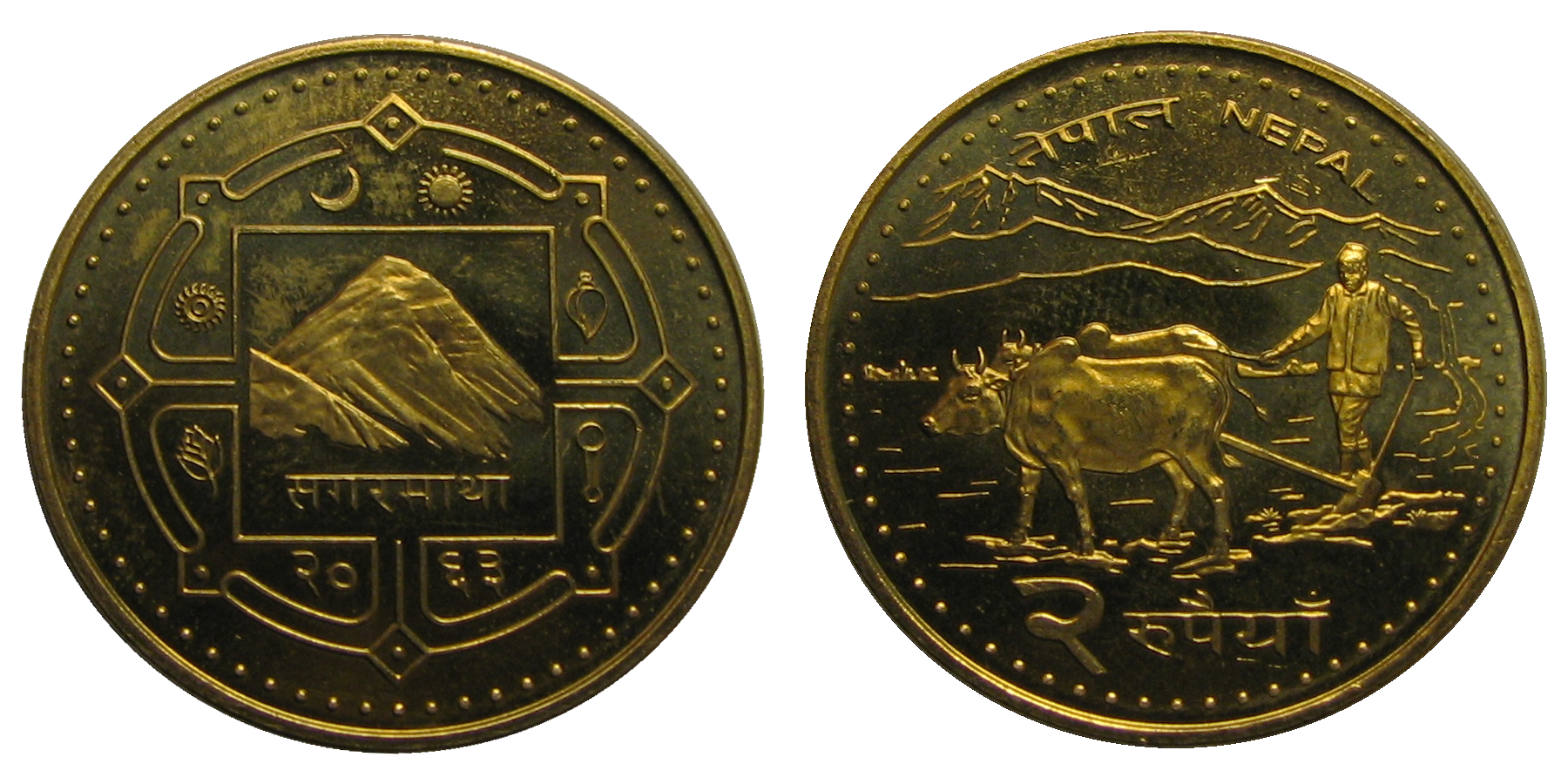
Zwei Rupien

## Besonderheiten
Es gibt folgende Rechnungseinheiten für höhere Beträge:
- 1 Saya     = 100 Rupien (nepali: phonet. seii = hundert)
- 1 Hadchar  = 1000 Rupien (nepali: phonet. hachar = tausend)
- 1 Lakh     = 100.000 Rupien
- 1 Karor    = 10.000.000 Rupien